# Rashid Musa
Mohamed Rashid Musa, född 23 december 1987 i Somalia, är en debattör och aktivist. Han var ordförande för Sveriges Unga Muslimer år 2014–2019.

## Biografi
Musa kom från Mogadishu till Sverige när han var fyra år gammal tillsammans med sina syskon och sin mor. Först bodde familjen i Hällefors men flyttade senare till stadsdelen Skäggetorp i Linköping. Tio år senare kom Musas far.
År 2012 var Rashid Musa talesperson för Muslimska mänskliga rättighetskommittén (MMRK).  
2014–2019 var han ordförande för Sveriges Unga Muslimer (SUM). Han har också  suttit i styrelsen för Forum for European Muslim Youth and Student Organisations (FEMYSO).
Som ordförande för SUM var Musa en av huvudaktörerna i SUM:s tvist med Myndigheten för ungdoms- och civilsamhällesfrågor (MUCF) när myndigheten nekade SUM statsbidrag. Hans organisation anklagades för att under hans ledning ha haft starka band med Muslimska  Brödraskapet och koppling till antidemokratiska miljöer. Högsta förvaltningsdomstolen gav 2020 den slutgiltiga domen att SUM ska återbetala tidigare utbetalt statsbidrag från MUCF eftersom organisationen brustit i kravet att respektera demokratins idéer.